# Ripple
Ripple — система валових розрахунків у реальному часі, обміну валют і грошових переказів, розроблена компанією Ripple Labs. Також її деколи називають протоколом угод ripple (Ripple Transaction Protocol; RTXP) або протоколом ripple. Побудована на розподіленому інтернет-протоколі з відкритим вихідним кодом, консенсусному реєстрі (ledger) і власній криптовалюті, яка називається XRP. Запущена в 2012 році, Ripple спрямована на те, щоб забезпечити «безпечні, миттєві та майже безоплатні глобальні фінансові операції будь-якого розміру без зворотніх платежів». Вона підтримує токени, які представляють фіатну валюту, криптовалюту, товар, або будь-яку іншу одиницю величини (value), таку як милі часто літаючих пасажирів або мобільні хвилини. За своєю суттю, Ripple базується на відкритій розподіленій базі даних або реєстрі, який використовує процес узгодження, що дозволяє робити платежі, обмін і переказ грошових засобів в розподіленому реєстрі.
У 2014 році Ripple захистили безпеку свого алгоритму консенсусу проти суперника — Stellar Networks. Станом на 6 січня 2018 року Ripple є третьою криптовалютою за величиною ринкової капіталізації, поступаючись лише Біткойну та Ethereum.
Протокол Ripple використовується компаніями «UniCredit», «UBS», «Santander», та все ширше використовується банками і платіжними системами як розрахункова інфраструктурна технологія. Видання «American Banker» пояснює це тим, що «з точки зору банків, розподілені реєстри, такі як система Ripple, мають низку переваг перед криптовалютами, такими як біткойн», в тому числі за ціною і безпекою.
23 грудня 2020 року курс криптовалюти Ripple різко впав із $0.5 до $0.27 на 54% за добу. Це сталося після того, як Комісія з цінних паперів і бірж США (SEC) подала на Ripple до суду на 1,3 млрд дол. СЕО Ripple заявив, що виграє справу у суді. У той же час деякі компанії поспішили заявити, що їхня співпраця із Ripple Labs не стосувалися криптовалюти (MoneyGram), а фонд Bitwise вивів свої кошти із XRP.

## Історія

### Ранній розвиток (2004—2012)
Попередник платіжного протоколу Ripple, що називався Ripplepay, був уперше розроблений у 2004 році веброзробником Райаном Фуггером, у Ванкувері, Британська Колумбія. Фуггеру прийшла в голову ця ідея після роботи в Торговій системі місцевого обміну у Ванкувері, і його намір полягав у тому, щоб створити грошову систему, яка була б децентралізована і дозволила б окремим особам і спільнотам створювати свої власні гроші. Перша ітерація цієї системи, RipplePay.com, була запущена у 2005 році, як фінансова послуга. Її завданням було забезпечити безпечні варіанти оплати для членів онлайн-спільноти через глобальну мережу.
Це привело до концепції нової системи, яка була розроблена Джедом Маккалебом з eDonkey network, і спроектована та побудована Артуром Бритто і Девідом Шварцем. В травні 2011 року вони приступили до розробки цифрової валютної системи, в якій транзакції були підтверджені консенсусом користувачів мережі, а не майнінгом, як в мережі криптовалюти біткойн, яка базується на блокчейні. Ця нова версія системи Ripple була призначена для усунення залежності від централізованих обмінів, яка мала місце у біткойна. Крім того, Ripple використовує менше електроенергії ніж біткойн, а угоди здійснюються набагато швидше. Кріс Ларсен, який раніше заснував компанії з кредитування E-Loan і Prosper, приєднався до команди у серпні 2012 року і разом з Маккалебом і Ларсеном звернувся до Райана Фуггера з ідеєю цифрової валюти. Після обговорення з найбільш давніми учасниками спільноти Ripple, Фуггер передав керівництво. У вересні 2012 року команда заснувала корпорацію OpenCoin, або OpenCoin Inc..

### OpenCoin і Ripple Labs (2012—2013)
OpenCoin розпочали розробку нового платіжного протоколу, який назвали Ripple Transaction Protocol (RTXP). Він базувався на концепції Райана Фуггера. Цей протокол забезпечував миттєвий і безпосередній переказ грошей між двома сторонами. Від традиційних банківських систем протокол відрізнявся малим розміром комісії та малим часом очікування. Протокол дозволяв обмінювати будь-які типи валют, в тому числі долари США, євро, китайський юань, ієни, золото, авіамилі, рупії. Для підтримання безпеки, OpenCoin запрограмувала Ripple покладатися на загальний реєстр, який «керує мережею незалежних перевірочних серверів, які постійно порівнюють свої записи транзакцій». Сервери можуть належати будь-кому, в тому числі банкам і маркет-мейкерам. Компанія також створила свою власну цифрову валюту, яку назвали XRP.
В числі перших інвесторів OpenCoin були Андрессен Горовіц і Google Ventures. Станом на 1 липня 2013 року XRP Fund II, LLC (зараз називається просто XRP II) була зареєстрована як дочірня компанія OpenCoin, зі штаб-квартирою в Південній Кароліні. На наступний день Ripple оголосила про прив'язку біткойна і протоколу Ripple через біткойн-міст. Біткойн-міст дозволяв користувачам Ripple відправити платіж в будь-якій валюті на біткойн-адресу. Ripple також створила партнерські відносини з компанією ZipZap. 26 вересня 2013 року OpenCoin Inc. змінила свою назву на Ripple Labs Inc., Кріс Ларсен залишився генеральним директором. В той же день еталонний сервер і клієнт Ripple стали вільним програмним забезпеченням і були випущені як ПЗ з відкритим кодом за умовами ліцензії ISC. Ripple Labs продовжувала брати участь у проекті, як основний постачальник коду для системи контролю консенсусу під Ripple, яка може бути «вбудована в існуючі банківські мережі». У жовтні 2013 року подальше співробітництво Ripple з ZipZap було названо в пресі загрозою для Western Union.

### Зосередження на банківському ринку (2014—2017)
Станом на 2014 рік Ripple Labs була залучена в декілька проектів розвитку, пов'язаних з протоколом, випускаючи, наприклад, з IOS клієнтський додаток для iPhone, який дозволяв користувачам iPhone відправляти і отримувати будь-яку валюту через свій телефон. Пізніше цей додаток припинив своє існування. В липні 2014 року Ripple Labs запропонувала Codius проект з розробки нової системи «розумних контрактів», яка являє собою «мову програмування агностик».
Починаючи з 2013 року протокол був прийнятий все більш зростаючим числом фінансових установ, для того щоб «[запропонувати] альтернативний варіант грошового переказу» для споживачів. Ripple дозволяє здійснювати транскордонні платежі для окремих клієнтів, корпорацій, та інших банків. Кріс Ларсен заявив, що «Ripple спрощує [обмінний] процес, шляхом створення point-to-point прозорих переказів, в яких банки не повинні платити відповідні банківські мита». Першим банком, який скористався Ripple, став інтернет-банк «Fidor Bank», що знаходиться в Мюнхені (Німеччина). У вересні цього ж року Cross River Bank, що знаходиться в Нью-Джерсі і CBW Bank, що знаходиться в Канзасі, оголосили, що вони будуть використовувати протокол Ripple. В грудні Ripple Labs почала працювати з глобальною службою платежів Earthport, об'єднуючи програмне забезпечення Ripple з системою оплати послуг Earthport. Клієнтами Earthport є, також, і банки, такі як Bank of America і HSBC, і вона працює в 65 країнах світу. Партнерство стало першим мережевим використанням протоколу Ripple. В грудні 2014 року ціна XRP виросла на 200 %. Це посприяло тому, що XPR обійшла по капіталізації лайткоїн і стала другою за величиною капіталізації криптовалютою, після біткойна.
В лютому 2015 року Fidor Bank оголосив, що він буде використовувати протокол Ripple, для реалізації нової Міжнародної мережі грошових переказів у реальному часі, а в кінці квітня 2015 року було оголошено, що Western Union планує «експериментувати» з Ripple. В кінці травня 2015 року Австралійський банк Співдружності оголосив, що він буде експериментувати з Ripple у внутрішньобанківських переказах. З 2012 року представники Ripple Labs оголосили про підтримку державного регулювання криптовалютного ринку, стверджуючи, що правила допомагають бізнесу рости. 5 травня 2015 року FinCEN оштрафував Ripple Labs і XRP II на 700 000 доларів за порушення закону про банківську таємницю, посилаючись на доповнення до закону від Financial Crimes Enforcement Network в 2013 році. Ripple Labs узгодила заходи для виправлення ситуації і дотримання закону в майбутньому, зокрема посиливши захист протоколу Ripple. Вдосконалення не змінило сам протокол, замість цього воно додало моніторинг транзакцій AML в мережу і покращило аналіз транзакцій.
2015 і 2016 роки ознаменувались розширенням компанії Ripple Labs. У квітні 2015 року був відкритий офіс у Сіднеї (Австралія), а в березні 2016 року — офіс у Лондоні. В червні 2016 року був відкритий офіс в Люксембурзі. Багато компаній оголосили про експериментування і інтеграції з Ripple.
| Інтеграції        | Accenture \| Akbank \| ATB Financial \| Axis Bank \| Banco Bilbao Vizcaya Argentaria (BBVA) \| BMO Financial Group \| Cambridge Global Payments \| Canadian Imperial Bank of Commerce (CIBC) \| CBW Bank \| CGI Group \| Cross River Bank \| Davis + Henderson (D+H) \| Deloitte \| Earthport \| Expertus \| eZforex \| Fidor Bank \| Mitsubishi UFJ Financial Group (MUFG) \| Mizuho Financial Group (MHFG) \| National Australia Bank (NAB) \| National Bank of Abu Dhabi (NBAD) \| ReiseBank \| Santander \| SBI Holdings \| SBI Remit \| Shanghai Huarui Bank \| Siam Commercial Bank \| Skandinaviska Enskilda Banken AB (SEB) \| Standard Chartered \| Star One Credit Union \| Tas Group \| Temenos Group \| UBS \| UniCredit Group \| Volante Technologies \| Yantra Financial Technologies \| Yes Bank |
| Експериментування | Aeon Bank \| Aomori Bank \| Ashikaga Bank \| Australia and New Zealand Banking Group (ANZ) \| Awa Bank \| Bank of England \| Bank of the Ryukyus \| Bank of Yokohama \| Chiba Bank \| Chugoku Bank \| Commonwealth Bank \| Daiwa Next Bank \| DBS Group Holdings \| Fukui Bank \| Gunma Bank \| Hachijuni Bank \| Hiroshima Bank \| Hokuriku Bank \| Hyakugo Bank \| Iyo Bank \| Juroku Bank \| Keiyo Bank \| Michinoku Bank \| Mizuho Financial Group \| Musashino Bank \| Nishi-Nippon City Bank \| North Pacific Bank \| Oita Bank \| Orix Bank Corporation \| Resona Bank \| Royal Bank of Canada \| Royal Bank of Scotland \| San-in Godo Bank \| SAP \| SBI Sumishin Net Bank \| Senshu Ikeda Bank \| Seven Bank \| Shimizu Bank \| Shinkin Central Bank \| Shinsei Bank \| Sikoku Bank \| Sony Bank \| Sumitomo Mitsui Trust Bank \| Suruga Bank \| The 77 Bank \| The Daishi Bank \| The Nomura Trust & Banking Co. \| Tochigi Bank \| Toho Bank \| Tokyo Star Bank \| Tsukuba Bank \| Western Union \| Westpac Banking Corp \| Yachiyo Bank \| Yamagata Bank \| Yamaguchi Bank |

13 червня 2016 року Ripple отримала ліцензію віртуальної валюти від відділу фінансових послуг штату Нью-Йорк, що робить її четвертою компанією з BitLicense.
19 серпня 2016 року SBI Ripple Asia оголосила про створення японського консорціуму банків в новій мережі, яка буде використовувати технологію Ripple для платежів і розрахунків. Консорціум був офіційно запущений 25 жовтня 2016 року 42-ма банками-учасниками. Очікувалось, що число фінансових установ зросте після запуску.
23 вересня 2016 року Ripple оголосила про створення першої міжбанківської групи міжнародних платежів на основі розподілених фінансових технологій. Станом на квітень 2017 року, члени мережі, відомої як Глобальна мережа платежів керуючої групи (GPSG): Bank of America Merrill Lynch, Canadian Imperial Bank of Commerce, Mitsubishi UFJ Financial Group, Royal Bank of Canada, Santander, Standard Chartered, UniCredit and Westpac Banking Corporation. Група буде «курирувати створення і підтримку правил платіжних транзакцій Ripple, формалізовані стандарти діяльності з використанням Ripple, та інші заходи, спрямовані на реалізацію платіжних можливостей Ripple».

### Плани на 2018 рік
Згідно з повідомленням в Ripple News, із посиланням на неназване джерело, Western Union може прийняти до використання технологію Ripple у 2018 році.
11 січня 2018 року MoneyGram, — одна з найбільших компаній, що займається міжнародними грошовими переказами, — заявила, що планує протестувати використання криптовалюти XRP для здійснення міжнародних грошових переказів. Метою є зменшити витрати на проведення таких переказів та збільшити їхню швидкість. Буде використана технологія Ripple xRapid.

## Концепція
Сайт Ripple описує свій протокол з відкритим вихідним кодом як «базову технологію інфраструктури для проведення міжбанківських операцій — нейтральна утиліта для фінансових інституцій і систем». Даний протокол дозволяє банкам і небанківським фінансовим компаніям вбудувати його у свої системи і, відповідно, дозволяє користуватися ним клієнтам цих компаній. У даний час, Ripple вимагає наявності двох учасників, щоб угода могла відбутися. Перший учасник це регулюєма фінансова установа, яка «утримує гроші і видає залишки за дорученням своїх клієнтів». Другий — це «маркет-мейкери», такі як хедж-фонди або валютні Trading Desk, які забезпечують ліквідність у валюті, в якій вони хочуть торгувати. За своєю суттю, Ripple є публічною базою даних або реєстром, який має свій вміст, прийнятий на основі консенсусу. На додачу до балансу, реєстр містить інформацію про запити на купівлю та пропозиції продажу валют і активів, створюючи можливість розподіленого обміну ними. Процес консенсусу дозволяє проводити платежі, обмін і переказ грошових коштів у розподіленому реєстрі. Як вважає CGAP, «протокол Ripple зробив для платежів те саме, що зробив протокол SMTP для електронної пошти, дозволивши системам різних фінансових інституцій спілкуватися безпосередньо».
Користувачі Ripple здійснюють платежі між собою за допомогою криптографічно підписаних угод, які номіновані у твердій валюті або у внутрішній валюті Ripple (XRP). Для номінованих в XRP угод Ripple використовує внутрішній реєстр, а для платежів, в інших активах, реєстр Ripple лише записує суми заборгованості, з активами, які представлені як боргові зобов'язання. На початках Ripple лише вела записи в своєму реєстрі і не мала ніяких реальних правочинних повноважень; була потрібна довіра. Але зараз Ripple інтегрована з різними протоколами перевірки споживачів банківських послуг та установ, що їх надають. Користувачі повинні вказати інших користувачів, яким вони довіряють і на яку суму. Коли не-XRP платіж здійснюється між двома користувачами, які довіряють один одному, баланс взаємних кредитних ліній коректується з врахуванням лімітів, встановлених кожним з користувачів. Для того, щоб відправити активи між користувачами, які не мають прямих довірчих відносин між собою, система намагається знайти такий шлях між користувачами, кожна ланка якого складається з двох користувачів, які мають довірчі відносини між собою. Всі баланси на шляху регулюються одночасно і атомарно. Цей механізм проведення платежів через мережу надійних партнерів має назву «rippling». Він має схожість зі старою системою hawala.

## Особливості будови системи

### Шлюзи
Шлюз (gateway) — це будь-яка людина або організація, що надає можливість користувачам вкладати гроші в басейн ліквідності Ripple або брати їх з нього. Шлюз приймає валютні депозити від користувачів і видає залишки у розподілений реєстр Ripple. Окрім цього, шлюзи викуповують валютні залишки за реєстром, які вони містять, коли валюта вилучена. На практиці, шлюзи є схожими на банки, але їх об'єднує один глобальний регістр, відомий як протокол Ripple. Залежно від типу і ступеню взаємодії користувача зі шлюзом, шлюз може мати політики антивідмивання грошей (AML) або знай свого клієнта (KYC), які вимагають перевірки ідентифікації, адреси, національності і под., для запобігання злочинній діяльності. Популярними шлюзами, станом на 2017 рік, є: Bitstamp, Gatehub, Ripple Fox, Tokyo JPY, Mr. Ripple, RippleChina і The Rock Trading.

#### Трастлайни і ріпплінг
Користувачі повинні «розширити довіру» до шлюзу Ripple, який тримає свій депозит. Цей посібник зі створення процедури trustline показує мережі Ripple, що користувачу комфортно з ризиком контрагента шлюзу. Окрім цього, користувач повинен ввести кількісне обмеження на цю довіру і створювати аналогічні обмеження для кожної валюти на депозит в цьому шлюзі. Наприклад, якщо користувач вносить 50 USD і 2 BTC у The Rock Trading, він повинен надати довіру, щонайменше, в обидвох валютах шлюзу, для того, щоб кошти були доступні в мережі Ripple.

#### Кредитоспроможність
Аналогічно причинам у вільній банківській ері у США, вартість валюти може значно відрізнятися залежно від шлюзу кредитоспроможності. Некомерційна торгова асоціація, Міжнародна бізнес-асоціація Ripple (IRBA) передбачають єдині процедури і стандарти відкриття шлюзів. Станом на червень 2015 року п'ятнадцять компаній досягли рівня стандартів IRBA або перевищили його.

### Консенсусний реєстр
Ripple залежить від загального розподіленого реєстру, який являє собою розподілену базу даних, у якій міститься інформація про всі рахуннки Ripple. Мережа «керує мережею незалежних перевірочних серверів, які постійно порівнюють свої записи транзакцій». Сервери можуть належати будь-кому, у тому числі банкам і маркет-мейкерам. Хоча протокол Ripple є вільним, Ripple Labs продовжує розвивати і просувати його. Ripple Labs надає підтримку банкам для інтеграції з мережею Ripple. Новий реєстр створюється кожні декілька секунд, і останній закритий реєстр — це ідеальний запис усіх облікових записів Ripple, визначений мережею серверів. Транзакція — це будь-яка ймовірна зміна в реєстрі і вона може бути ініційована будь-яким з серверів мережі. Сервери намагаються досягти консенсусу відносно набору транзакцій, що вносяться в реєстр, створюючи новий «останній закритий реєстр».
Процес узгодження є розподіленим, і метою консенсусу є щоб кожний сервер застосовував один і той самий набір транзакцій до поточного реєстру. Сервери постійно отримують транзакції з інших серверів мережі і сервер визначає, які з транзакцій повинні бути застосовані, керуючись інформацією про те, чи відбувається транзакція з вказаного вузла в «унікальному списку вузлів» або UNL. Транзакції, погоджені кваліфікованою більшістю пірів (peers), вважаються підтвердженими. Якщо кваліфікована більшість не знаходить консенсусу, то «це означає, що об'єм транзакцій або час очікування в мережі є надто великими для процесу пошуку консенсусу», в такому випадку, процес пошуку консенсусу розпочинається вузлами спочатку. Кожен раунд пошуку консенсусу зменшує розбіжності, і це відбувається до тих пір, поки не буде досягнута згода кваліфікованої більшості. Ймовірний результат цього процесу полягає в тому, що транзакції, які викликають запереченя, відкидаються з пропозицій, в той час, як широко розповсюджені транзакції включаються в реєстр. Хоча користувачі можуть збирати свої власні вузли UNL і мати повний контроль над тими вузлами, яким вони довіряють, Ripple Labs вважає, що більшість користувачів буде використовувати UNL за умовчанням, запропоновані їхньою клієнтсьокою програмою.

#### Безпека реєстру
На початку 2014 року конкуруюча компанія з назвою Stellar Foundation пережила крах мережі. Компанія викликала Девіда Мазієрса, головного наукового співробітника Stellar і керівника безпекової обчислювальної групи Стенфордського університету, для проведення огляду системи консенсусу Stellar, яка була схожою з системою консенсусу Ripple. Мазієрс заявив, що система Stellar навряд чи буде безпечною за роботи з «більш ніж одним перевіряючим вузлом», тому що, коли консенсус досягнутий, виникає розгалуження реєстру, утворене частинами мережі, що не згідні з затвердженими транзакціями. Stellar Foundation пізніше стверджувала, що існували «вроджені недоліки» в самому процесі досягнення консенсусу. Це твердження, за інформацією «Finance Magnates», «Ripple категорично відкидала». Головний криптограф Ripple Labs, Девід Шварц, оспорив висновки Мазієрса і заявив, що Stellar неправильно впроваджує систему консенсусу, оскільки «протокол забезпечує безпеку і стійкість до відмов, за умови правильного налаштування валідаторів». Далі компанія писала, що після вивчення інформації Stellar вони дійши висновку, «що немає загрози продовженню роботи мережі Ripple».

### Використання, як платіжної системи і системи обміну валют
Ripple дозволяє користувачам або підприємствам проводити міжвалютні транзакції за 3—5 хвилин. Всі облікові записи і транзакції є криптографічно захищеними і перевірені алгоритмічно. Платежі можуть бути дозволені лише власником рахунку і обробляються автоматично, без будь-яких третіх сторін або посередників. Ripple миттєво перевіряє баланс і облікові записи для передавання платежів і відправляє повідомлення про оплату з мінімальною затримкою (протягом декількох секунд). Платежі є незворотніми. XRP не може бути замороженою або захопленою. В той час, як починаючи з 2014 року будь-хто міг відкрити рахунок у системі Ripple, з 2015 року були введені процедури перевірки особи. Алгоритм пошуку шляхів Ripple шукає самий швидкий і дешевий шлях між двома валютами. У випадку, якщо користувач хоче відправити платіж із USD в EUR, це може бути «однокроковий» шлях безпосередньо із USD в EUR, або це може бути також і багатокроковий шлях із USD через CAD, через XRP в EUR. Знаходження шляху призначено для пошуку найменшої, для користувача, вартості конвертації. Станом на 14 травня 2014 року шлюзи Ripple дозволяли робити депозити в обмеженій кількості валют: USD, EUR, MXN, NZD, GBP, NOK, JPY, CAD, CHF, CNY, AUD), в декількох криптовалютах: BTC, XRP, LTC, NMC, NXT, PPC, XVN, SLL, і в деяких товарах: золото, срібло, платина.

#### Біткойн-міст
Біткойн-міст являє собою сполучну ланку між системами Ripple і Bitcoin. Міст дозволяє користувачу системи Ripple заплатити біткойнами безпосередньо з облікового запису Ripple, без необхідності мати рахунок у біткойнах, біткойн-гаманець, або будь-яку іншу цифрову валюту. Наприклад, користувач системи Ripple може віддавати перевагу зберіганню коштів в доларах США, а не у власних біткойнах. Торговець, однак, може забажати отримати оплату у біткойнах. Біткойн-міст дозволяє зробити таку оплату, без необхідності використання обмінників чи бірж криптовалют, для придбання біткойнів. В такий спосіб, також, будь-який торговець, який приймає оплату в біткойнах, може прийняти оплату в будь-якій валюті світу.

### Конфіденційність
Хоча інформація про транзакції є загальнодоступною, інформація про платежі — ні. Таким чином, важко пов'язати інформацію про транзакцію з якимось конкретним користувачем або корпорацією.

### Маркет-мейкери
Будь-який користувач Ripple може виступати як маркет-мейкер, надаючи арбітражні послуги, такі як забезпечення ринкової ліквідності, конвертація валют всередині шлюзу, ріпплінг тощо Маркет-мейкери також можуть бути хедж-фондами або валютними торговими столами. Згідно інформації на сайті Ripple, «утримуючи залишки в декількох валютах і підключаючись до декількох шлюзів маркет-мейкери полегшують платежі між користувачами, які не мають прямих відносин довіри, дозволяючи здійснювати обмін між цими шлюзами». При наявності достатньої кількості маркет-мейкерів, алгоритм пошуку шляхів створює ринок практично без тертя і дозволяє користувачам плавно оплачувати один одному через мережу в різних валютах, уникаючи небажаного валютного ризику.
Багато таких послуг пропонується через традиційну платформу пропозицій купити або продати одну валюту для іншої валюти. Bid'и і ask'и об'єднуються в книги замовлень, створюючи можливість децентралізованого обіну. Користувачі можуть укладати угоди з маркет-мейкерами для торгівлі або конвертації валют. Алгоритм пошуку шляхів Ripple використовує цей функціонал для того, щоб дозволити користувачам відправляти кошти в одній валюті, а отримувачу — отримувати їх в іншій валюті. Наприклад, користувач може заплатити доларами США, а отримувач може вибрати отримання грошей в іншій валюті, включаючи біткойн і XRP.

### Відкритий API
Розробники Ripple Labs намагались зробити свій протокол максимально дружнім до інших розробників, тому створили для своєх платіжної мережі відкритий API, що базується на популярному стандарті REST. Одним з найранніших розширень сторонніх розробників було розширення Ripple для платформи електронної торгівлі Magento, яке дозволяє Magento читати публічний реєстр Ripple і створювати рахунок фактуру. Був також варіант оплати Ripple Wallet, розроблений для роздрібних ситуацій.

## XRP
XRP — це рідна валюта мережі Ripple, яка існує лише в системі Ripple. В даний час, 1 XRP поділений на мільйон одиниць, які називаються краплями (drop). На початках роботи Ripple було створено 100 мільярдів XRP, і у відповідності до правил протоколу, більше їх створюватись не буде. Отже, система була розроблена таким чином, що XRP є дефіцитним активом зі зменшенням доступної пропозиції. XRP не залежить від будь-якої третьої сторони для викупу, це єдина валюта в мережі Ripple, яка не тягне за собою ризик контрагента і є єдиним рідним цифровим активом. Інші валюти в мережі Ripple є борговими інструментами (тобто є зобов'язаннями) і існують у формі залишків. Користувачам мережі Ripple немає потреби використовувати XRP як сховище цінностей або середовище обміну, однак для кожного облікового запису Ripple потрібен невеликий запас розміром 20 XRP (0.16 USD станом на 3 жовтня 2016 р.). Така вимога введена для захисту від спаму.

### Використання XRP як проміжної валюти
Однією зі специфічних функцій XRP є функція проміжної валюти (bridge currency). Така валюта може знадобитися, якщо безпосередній обмін між двома валютами є неможливим у певний час, наприклад, при здійсненні угоди у валютах одна або обидві з яких є малопопулярними. В рамках валютної біржі мережі, XRP вільно продається і купується за інші валюти, а її ринкова ціна коливається. Проектна спрямованість Ripple полягає в обміні валюти і розподіленої RTGS, а не в тому, щоб підкреслити XRP як альтернативну валюту.

### Використання XPR як засобу захисту від спаму
Коли користувач проводить фінансову операцію в нерідній для системи Ripple валюті, Ripple бере плату за транзакцію. Мета плати — захист мережі від DoS-атаки. Якщо б такі транзакції були повністю безкоштовними, зловмисники могли б транслювати великі об'єми «реєстрового спаму» (тобто фальшивих облікових записів) і «спаму транзакцій» (тобто фальшивих транзакцій) намагаючись перевантажити мережу. Це може призвести до того, що розмір реєстру стане надто великим, що завадить мережі швидко проводити справжні транзакції. Тому для участі у торгівлі кожен обліковий запис повинен мати невеликий запас, розміром не менше 20 XRP, та встановлена комісія за транзакцію, мінімальний розмір якої становить 0,00001 XRP. Комісію за транзакцію не отримує ніхто, вона знищується (вказана кількість XPR перестає існувати). Розмір комісії за транзакцію починає збільшуватись, якщо користувач проводить торги з величезною швидкістю (багато тисяч угод за хвилину) і зменшується до мінімального після періоду неактивності.

## Сприйняття світовою спільнотою
З моменту свого дебюту протокол Ripple отримав достатню увагу як у фінансовій пресі, так і в пресі загальної тематики. Ripple недавно згаданий в галузевих статтях The Nielsen Company, Bank of England Quarterly Bulletin, NACHA и KPMG, в яких розглядався вплив Ripple на інтернаціоналізацію банківської галузі. У квітні 2015 року American Banker стверджував, що «з точки зору банків, розподілені реєстри, такі як система Ripple, мають ряд переваг в порівнянні з криптовалютами, такими як біткойн», включаючи безпеку. Як написав Федеральний резервний банк Бостона, «прийняття розподілених мереж, таких як Ripple, може допомогти банківській галузі реалізувати більш швидку обробку платежів, а також підвищити ефективність глобальних платежів і кореспондентських банківських послуг». Кен Керсон сказав в Esquire у 2013 році про Ripple як платіжну мережу, що «великі бренди фінансових послуг повинні відноситись до Ripple так само, як звукозаписувальні компанії відносились до Napster». Вебсайт Dealbook, який належить New York Times, відзначив у 2014 році, що «[Ripple] завойовує те, що виявилось важкодосяжним для віртуальних валют: участь мейнстрімних гравців фінансової системи». У серпні 2015 року Ripple отримала нагороду як технологічний піонер (Technology Pioneer) від Всесвітнього економічного форуму.

### Порівняння з конкурентами
Попри те, що станом на 22 травня 2017 року криптовалюта XPR займає третє місце за розміром капіталізації, серед інших криптовалют, багато представників преси вважають цю криптовалюту перспективним суперником біткойна. Наприкінці 2014 року «Bloomberg» назвав біткойн «невдалою» цифровою валютою, після того як вартість біткойна знизилась на 54 за один рік. Система Ripple була описана як значимий конкурент, частково завдяки її міжнародним грошовим переказам у реальному часі. Біл Гейтс підтримав таку оцінку і згадав систему Ripple коли його спитали про біткойн у 2014 році, заявивши, що «є багато речей, таких як біткойн, або Ripple, і інші можуть зробити, щоб переміщення коштів між країнами стало простішим та опустити комісійні збори досить різко. Але біткойн не буде домінуючою системою». Віце-президент Федерального резерву Сент-Луїса і професор Університету Саймона Фрейзера, Девід Андольфатто, заявив 2014 року про доступність Ripple для будь-якого власника електронних цінностей наступне: «Ripple є валютно-агностичним протоколом. Ripple — переможець. Він обробляє все». За створення і розвиток протоколу Ripple (RTXP) і його мережу оплати/обміну, Массачусетський технологічний інститут (MIT) признав Ripple Labs однією з 50-ти найрозумніших компаній у випуску MIT Technology Review за лютий 2014 року.

### Реакція на XRP
Реакція на XRP поляризувала криптовалютну спільноту. Прибічники біткойна критикували XRP за те, що вона була «попередньо добута», оскільки XRP вбудована безпосередньо у протокол Ripple і не потребує майнінгу. Причини, з яких майнити її не можна: інші базові технічні принципи, комісії в мережі влаштовані по-іншому, усі заплановані монети вже випущені. Окрім цього, розподіл зі сторони Ripple Labs початково обмеженої суми криптовалюти XRP викликало немало суперечок, зокрема, утримання 20 % засновниками Ripple розглядається як високий процент. Однак в 2013 році Esquire заперечила, що «якщо це хитрощі, то кожна компанія, яка коли-небудь виходила на суспільне поле, зберігала основну частину своїх акцій». Більша частина суперечок була врегульована після оголошення про те, що засновники Джед МакКалеб і Артур Бритто будуть продавати свої XRP за опосередкованою ставкою протягом декількох років, «крок, який повинен додати стабільності і відновити довіру до ринку XRP». В свою чергу, виконавчий директор Кріс Ларсен пожертвував 7 млрд фунтів стерлінгів в Ripple Foundation для фінансових інновацій, а XRP «зачинений» і буде пожертвуваний згодом. У 2016 році з 20 %, початково виділених засновникам, майже половина була пожертвувана некомерційним організаціям і благочинним організаціям.